# Формирование и эволюция Солнечной системы
Согласно современным представлениям, формирование Солнечной системы началось около 4,6 млрд лет назад с гравитационного коллапса небольшой части гигантского межзвёздного молекулярного облака. Большая часть вещества оказалась в гравитационном центре коллапса с последующим образованием звезды — Солнца. Вещество, не попавшее в центр, сформировало вращающийся вокруг него протопланетный диск, из которого в дальнейшем сформировались планеты, их спутники, астероиды и другие малые тела Солнечной системы.
Газопылевое облако, в котором сформировались Солнце и ближайшие к нему звёзды, возникло, возможно, в результате взрыва сверхновой звезды массой примерно 30 масс Солнца, после чего в космос попали тяжёлые и радиоактивные элементы. В 2012 году астрономы предложили назвать эту сверхновую Коатликуэ — в честь ацтекской богини.

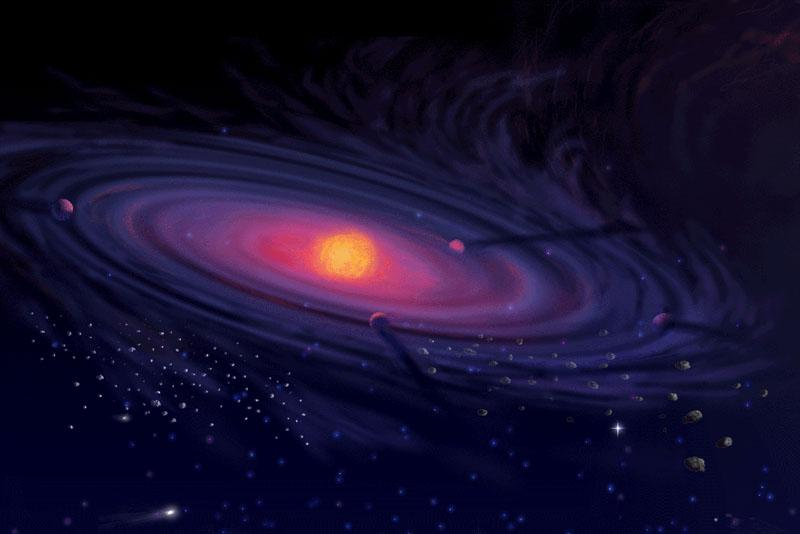
Протосолнце и протопланеты в представлении художника

## Формирование
Гипотеза об образовании Солнечной системы из газопылевого облака — небулярная гипотеза — первоначально была предложена в XVIII веке Эммануилом Сведенборгом, Иммануилом Кантом и Пьером-Симоном Лапласом. В дальнейшем её развитие происходило с участием множества научных дисциплин, в том числе астрономии, физики, геологии и планетологии. С началом космической эры в 1950-х годах, а также с открытием в 1990-х годах планет за пределами Солнечной системы (экзопланет), эта модель подверглась многократным проверкам и улучшениям для объяснения новых данных и наблюдений.
Согласно общепринятой в настоящее время гипотезе, формирование Солнечной системы началось около 4,6 млрд лет назад с гравитационного коллапса небольшой части гигантского межзвёздного газопылевого облака. В общих чертах, этот процесс можно описать следующим образом:
- Спусковым механизмом гравитационного коллапса стало небольшое (спонтанное) уплотнение вещества газопылевого облака (возможными причинами чего могли стать как естественная динамика облака, так и прохождение сквозь вещество облака ударной волны от взрыва сверхновой, и др.), которое стало центром гравитационного притяжения для окружающего вещества — центром гравитационного коллапса. Облако уже содержало не только первичные водород и гелий, но и многочисленные тяжёлые элементы (металличность), оставшиеся после звёзд предыдущих поколений. Кроме того, коллапсирующее облако обладало некоторым начальным угловым моментом.
- В процессе гравитационного сжатия размеры газопылевого облака уменьшались и, в силу закона сохранения углового момента, росла скорость вращения облака. Из-за вращения скорости сжатия облака параллельно и перпендикулярно оси вращения различались, что привело к уплощению облака и формированию характерного диска.
- Как следствие сжатия, росла плотность и интенсивность столкновений друг с другом частиц вещества, в результате чего температура вещества непрерывно возрастала по мере сжатия. Наиболее сильно нагревались центральные области диска.
- При достижении температуры в несколько тысяч кельвинов центральная область диска начала светиться — сформировалась протозвезда. Вещество облака продолжало падать на протозвезду, увеличивая давление и температуру в центре. Внешние же области диска оставались относительно холодными. За счёт гидродинамических неустойчивостей в них стали развиваться отдельные уплотнения, ставшие локальными гравитационными центрами формирования планет из вещества протопланетного диска.
- Когда температура в центре протозвезды достигла миллионов кельвинов, в центральной области началась реакция термоядерного синтеза гелия из водорода. Протозвезда превратилась в обычную звезду главной последовательности. Во внешней области диска крупные сгущения образовали планеты, вращающиеся вокруг центрального светила примерно в одной плоскости и в одном направлении.

## Последующая эволюция
Раньше считалось, что все планеты сформировались приблизительно на тех орбитах, где находятся сейчас, однако в конце XX — начале XXI века эта точка зрения радикально изменилась. Сейчас считается, что на заре своего существования Солнечная система выглядела совсем не так, как она выглядит сейчас. По современным представлениям, внешняя Солнечная система была гораздо компактнее по размеру чем сейчас, пояс Койпера был гораздо ближе к Солнцу, а во внутренней Солнечной системе помимо доживших до настоящего времени небесных тел существовали и другие объекты, по размеру не меньшие, чем Меркурий.

### Планеты земного типа

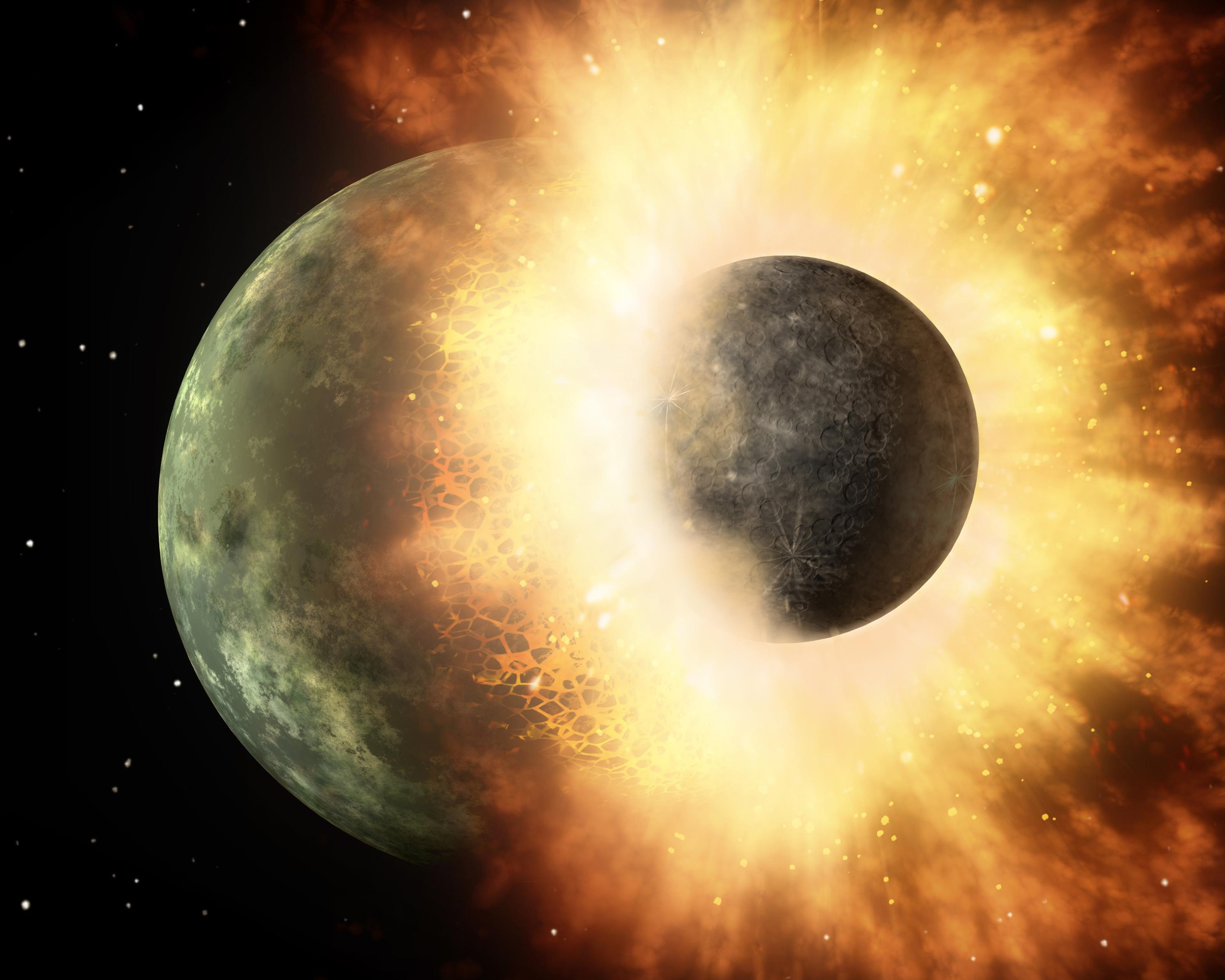
Гигантское столкновение двух небесных тел, возможно, породившее спутник Земли Луну

В конце эпохи формирования планет внутренняя Солнечная система была населена 50–100 протопланетами с размерами, варьирующимися от лунного до марсианского. Дальнейший рост размеров небесных тел был обусловлен столкновениями и слияниями этих протопланет между собой. Так, например, в результате одного из столкновений Меркурий лишился большей части своей мантии, в то время как в результате другого т. н. гигантского столкновения (возможно, с гипотетической планетой Тейя) был рождён спутник Земли Луна. Эта фаза столкновений продолжалась около 100 миллионов лет до тех пор, пока на орбитах не осталось 4 массивных небесных тела, известных сейчас. Есть гипотеза и о много меньших длительностях периодов формирования планет земной группы.
Одной из нерешённых проблем данной модели является тот факт, что она не может объяснить, как начальные орбиты протопланетных объектов, которые должны были обладать высоким эксцентриситетом, чтобы сталкиваться между собой, смогли в результате породить стабильные и близкие к круговым орбиты оставшихся четырёх планет. По одной из гипотез, эти планеты были сформированы в то время, когда межпланетное пространство ещё содержало значительное количество газо-пылевого материала, который за счёт трения снизил энергию планет и сделал их орбиты более гладкими. Однако этот же самый газ должен был предотвратить возникновение большой вытянутости в первоначальных орбитах протопланет.
Другая гипотеза предполагает, что коррекция орбит внутренних планет произошла не за счёт взаимодействия с газом, а за счёт взаимодействия с оставшимися более мелкими телами системы. По мере прохождения крупных тел сквозь облако мелких объектов последние из-за гравитационного влияния стягивались в регионы с более высокой плотностью и создавали таким образом «гравитационные гребни» на пути прохождения крупных планет. Увеличивающееся гравитационное влияние этих «гребней», согласно этой гипотезе, заставляло планеты замедляться и выходить на более округлую орбиту.

### Пояс астероидов
Внешняя граница внутренней Солнечной системы располагается между 2 и 4 а. е. от Солнца и представляет собой пояс астероидов. Выдвигались, но в итоге не были подтверждены гипотезы о существовании планеты между Марсом и Юпитером (например, гипотетической планеты Фаэтон), которая на ранних этапах формирования Солнечной системы разрушилась так, что её осколками стали астероиды, сформировавшие пояс. Согласно современным воззрениям, единой протопланеты — источника астероидов — не было. Изначально астероидный пояс содержал достаточное количество материи, чтобы сформировать 2–3 планеты размером с Землю. Эта область содержала большое количество планетезималей, которые слипались между собой, образуя всё более крупные объекты. В результате этих слияний в поясе астероидов сформировалось около 20–30 протопланет с размерами от лунного до марсианского. Однако начиная с того времени, когда в относительной близости от пояса сформировалась планета Юпитер, эволюция этой области пошла по другому пути. Мощные орбитальные резонансы с Юпитером и Сатурном, а также гравитационные взаимодействия с более массивными протопланетами этой области разрушали уже сформированные планетезимали. Попадая в область действия резонанса при прохождении поблизости планеты-гиганта, планетезимали получали дополнительное ускорение, врезались в соседние небесные тела и дробились, вместо того чтобы плавно сливаться.
По мере миграции Юпитера к центру системы возникающие возмущения имели всё более выраженный характер. В результате этих резонансов планетезимали меняли эксцентриситет и наклонение своих орбит и даже выбрасывались за пределы астероидного пояса. Некоторые из массивных протопланет также были выброшены Юпитером за пределы пояса астероидов, в то время как другие протопланеты, вероятно, мигрировали во внутреннюю Солнечную систему, где сыграли финальную роль в увеличении массы нескольких оставшихся планет земного типа. В течение этого периода истощения влияние планет-гигантов и массивных протопланет заставило астероидный пояс «похудеть» до всего лишь 1 % от земной массы, которую составляли в основном маленькие планетезимали. Эта величина, однако, в 10–20 раз больше современного значения массы астероидного пояса, которая теперь составляет 1/2000 массы Земли. Считается, что второй период истощения, который и привёл массу астероидного пояса к текущим значениям, наступил, когда Юпитер и Сатурн вошли в орбитальный резонанс 2:1.
Вполне вероятно, что период гигантских столкновений в истории внутренней Солнечной системы сыграл важную роль в получении Землёй её запасов воды (~6⋅1021 кг). Дело в том, что вода — слишком летучее вещество, чтобы возникнуть естественным образом во время формирования Земли. Скорее всего она была занесена на Землю из внешних, более холодных областей Солнечной системы. Возможно, именно протопланеты и планетезимали, выброшенные Юпитером за пределы астероидного пояса, занесли воду на Землю. Другими кандидатами на роль главных доставщиков воды являются также кометы главного пояса астероидов, обнаруженные в 2006 году, в то время как кометы из пояса Койпера и из других отдалённых областей предположительно занесли на Землю не более 6 % воды.
Однако метеориты, образовавшиеся на ранних стадиях формирования Солнечной системы являются "сухими"

### Планетная миграция
В соответствии с небулярной гипотезой, две внешние планеты Солнечной системы находятся в «неправильном» месте. Уран и Нептун, «ледяные гиганты» Солнечной системы, располагаются в области, где пониженная плотность вещества туманности и длительные орбитальные периоды делали формирование таких планет весьма маловероятным событием. Считается, что эти две планеты изначально сформировались на орбитах вблизи Юпитера и Сатурна, где имелось гораздо больше строительного материала, и только спустя сотни миллионов лет мигрировали на свои современные позиции.

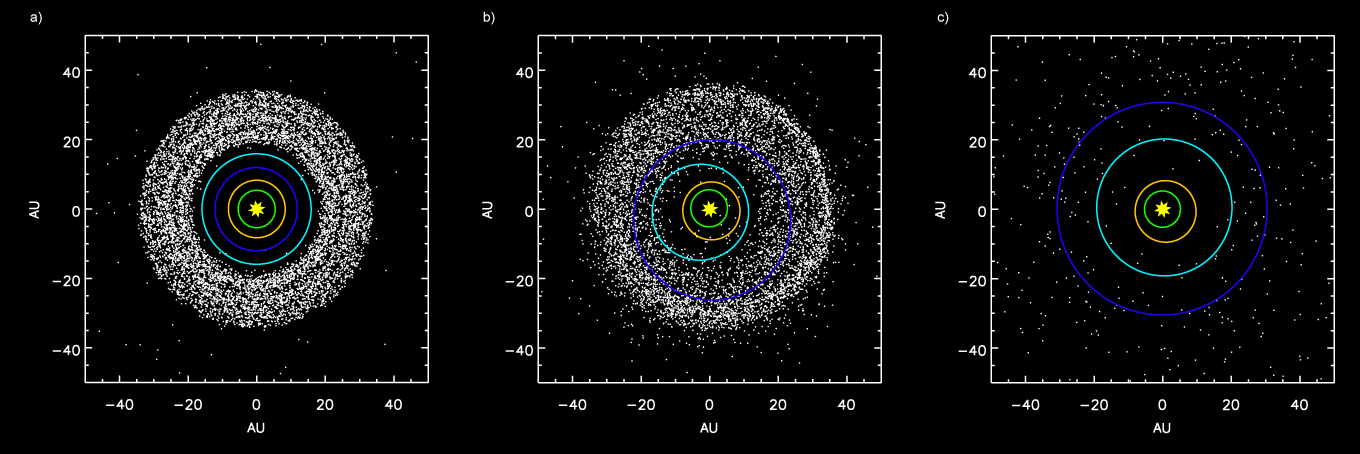
Симуляция, показывающая расположение внешних планет и пояса Койпера: a) Перед орбитальным резонансом 2:1 Юпитера и Сатурна b) Разбрасывание объектов древнего пояса Койпера по Солнечной системе после сдвига орбиты Нептуна c) После выбрасывания Юпитером объектов пояса Койпера за пределы системы

Планетная миграция в состоянии объяснить существование и свойства внешних регионов Солнечной системы. За Нептуном Солнечная система содержит пояс Койпера, рассеянный диск и облако Оорта, представляющие собой рассеянные скопления маленьких ледяных тел и дающие начало большинству наблюдаемых в Солнечной системе комет. Сейчас пояс Койпера располагается на расстоянии 30–55 а. е. от Солнца, рассеянный диск начинается в 100 а. е. от Солнца, а облако Оорта — в 50 000 а. е. от центрального светила. Однако в прошлом пояс Койпера был гораздо плотнее и ближе к Солнцу. Его внешний край находился примерно в 30 а. е. от Солнца, в то время как его внутренний край располагался непосредственно за орбитами Урана и Нептуна, которые в свою очередь были также ближе к Солнцу (приблизительно 15–20 а. е.) и, кроме того Уран был дальше от Солнца, чем Нептун.
После формирования Солнечной системы орбиты всех планет-гигантов продолжали медленно изменяться под влиянием взаимодействий с большим количеством оставшихся планетезималей. Спустя 500—600 миллионов лет (4 миллиарда лет назад) Юпитер и Сатурн вошли в орбитальный резонанс 2:1; Сатурн совершал один оборот вокруг Солнца в точности за то время, за которое Юпитер совершал 2 оборота. Этот резонанс создал гравитационное давление на внешние планеты, вследствие чего Нептун вырвался за пределы орбиты Урана и врезался в древний пояс Койпера. По этой же причине планеты стали отбрасывать окружающие их ледяные планетезимали вовнутрь Солнечной системы, в то время как сами стали отдаляться вовне. Этот процесс продолжался аналогичным образом: под действием резонанса планетезимали выбрасывались вовнутрь системы каждой последующей планетой, которую они встречали на своём пути, а орбиты самих планет отдалялись всё дальше. Этот процесс продолжался до тех пор, пока планетезимали не вошли в зону непосредственного влияния Юпитера, после чего огромная гравитация этой планеты отправила их на высокоэллиптические орбиты или даже выбросила их за пределы Солнечной системы. Эта работа в свою очередь слегка сдвинула орбиту Юпитера вовнутрь. Объекты, выброшенные Юпитером на высокоэллиптические орбиты, сформировали облако Оорта, а тела, выброшенные мигрирующим Нептуном, сформировали современный пояс Койпера и рассеянный диск. Данный сценарий объясняет, почему рассеянный диск и пояс Койпера имеют малую массу. Некоторые из катапультированных объектов, включая Плутон, со временем вошли в гравитационный резонанс с орбитой Нептуна. Постепенно трение с рассеянным диском сделало орбиты Нептуна и Урана вновь гладкими.
Существует также гипотеза о пятом газовом гиганте, претерпевшем радикальную миграцию и вытолкнутом при формировании современного облика Солнечной системы на её далёкие окраины (ставшим гипотетической планетой Тюхе или другой «Планетой X») или даже за её пределы (ставшим планетой-сиротой). По модели астронома Дэвид Несворны из Юго-Западного исследовательского института в Боулдере (Колорадо, США) 4 млрд лет назад пятая планета-гигант силой своей гравитации вытолкнула Нептун c занимаемой им тогда орбиты рядом с Юпитером и Сатурном, на новое место на самой периферии Солнечной системы, за Ураном. Во время этой одиссеи Нептуна гравитационными силами были выброшены со своих орбит и малые планеты, сформировавшие затем сердцевину нынешнего пояса Койпера. Сама пятая планета-гигант по модели Несворны была выброшена из Солнечной системы навсегда.
Гипотезу о наличии массивной планеты за орбитой Нептуна выдвинули Константин Батыгин и Майкл Браун 20 января 2016 года на основе анализа орбит шести транснептуновых объектов. Её предполагаемая масса, использующаяся в расчётах, составляла примерно 10 земных масс, а оборот вокруг Солнца предположительно занимал от 10 000 до 20 000 земных лет.
В начале марта 2016 года группа учёных из Гарвард-Смитсоновского центра астрофизики и университета Мичигана на основе моделирования методом Монте-Карло предположила, что если Юпитер выкинул Девятую планету на вытянутую орбиту на достаточно ранних стадиях миграции планет, то за 4,5 млрд лет существования и развития Солнечной системы была 10–15-процентная вероятность вылета Девятой планеты за пределы Солнечной системы при прохождении на близком расстоянии от Солнца другой звезды. А значит за всю историю планетарной системы Девятая планета не приближалась достаточно близко к массивным объектам.
Считается, что в отличие от внешних планет внутренние тела системы не претерпевали значительных миграций, поскольку после периода гигантских столкновений их орбиты оставались стабильными.

### Поздняя тяжёлая бомбардировка
Гравитационное разрушение древнего астероидного пояса, вероятно, положило начало периоду тяжёлой бомбардировки, происходившему около 4 миллиардов лет назад, через 500—600 миллионов лет после формирования Солнечной системы. Этот период длился несколько сотен миллионов лет и его последствия видны до сих пор на поверхности геологически неактивных тел Солнечной системы, таких как Луна или Меркурий, в виде многочисленных кратеров ударного происхождения. А самое древнее свидетельство жизни на Земле датируется 3,8 миллиардами лет назад — почти сразу после окончания периода поздней тяжёлой бомбардировки.
Гигантские столкновения являются нормальной (хоть и редкой в последнее время) частью эволюции Солнечной системы. Доказательствами этого служат столкновение кометы Шумейкера—Леви с Юпитером в 1994, падение на Юпитер небесного тела в 2009 и метеоритный кратер в Аризоне. Это говорит о том, что процесс аккреции в Солнечной системе ещё не закончен, и, следовательно, представляет опасность для жизни на Земле.

### Формирование спутников
Естественные спутники образовались у большинства планет Солнечной системы, а также у многих других тел. Различают три основных механизма их формирования:
- формирование из околопланетного диска (в случае газовых гигантов)
- формирование из осколков столкновения (в случае достаточно крупного столкновения под малым углом)
- захват пролетающего объекта

Юпитер и Сатурн имеют много спутников, таких как Ио, Европа, Ганимед и Титан, которые, вероятно, сформировались из дисков вокруг этих планет-гигантов по тому же принципу, как и сами эти планеты сформировались из диска вокруг молодого Солнца. На это указывают их большие размеры и близость к планете. Эти свойства невозможны для спутников, приобретённых путём захвата, а газообразная структура планет делает невозможной и гипотезу формирования лун путём столкновения планеты с другим телом.

## Будущее
По оценкам астрономов, Солнечная система не будет претерпевать экстремальных изменений до тех пор, пока Солнце не израсходует запасы водородного топлива. Этот рубеж положит начало переходу Солнца с главной последовательности диаграммы Герцшпрунга — Рассела в фазу красного гиганта. Однако и в фазе главной последовательности звезды Солнечная система продолжает эволюционировать.

### Долговременная устойчивость
Солнечная система является хаотичной системой, в которой орбиты планет непредсказуемы на очень длинном отрезке времени. Одним из примеров такой непредсказуемости является система Нептун-Плутон, находящаяся в орбитальном резонансе 3:2. Несмотря на то, что сам по себе резонанс будет оставаться стабильным, невозможно предсказать хоть с каким-нибудь приближением положение Плутона на орбите более чем на 10–20 миллионов лет (время Ляпунова). Другим примером может служить наклон оси вращения Земли, который по причине трения внутри земной мантии, вызванного приливными взаимодействиями с Луной, невозможно высчитать начиная с некоторого момента между 1,5 и 4,5 миллиардами лет в будущем.
Орбиты внешних планет хаотичны на больших временных масштабах: их время Ляпунова составляет 2–230 миллионов лет. Это не только означает, что позицию планеты на орбите начиная с этого момента в будущем невозможно определить хоть с каким-нибудь приближением, но и орбиты сами по себе могут экстремально измениться. Наиболее сильно хаос системы может проявиться в изменении эксцентриситета орбиты, при котором орбиты планет становятся более или менее эллиптическими.
Солнечная система является устойчивой в том смысле, что никакая из планет не может столкнуться с другой или быть выброшенной за пределы системы в ближайшие несколько миллиардов лет. Однако за этими временными рамками, например, в течение 5 миллиардов лет, эксцентриситет орбиты Марса может вырасти до значения 0,2, что приведёт к пересечению орбит Марса и Земли, а значит, и к реальной угрозе столкновения. В этот же период времени эксцентриситет орбиты Меркурия может увеличиться ещё больше, и впоследствии близкое прохождение около Венеры может выбросить Меркурий за пределы Солнечной системы, или вывести на курс столкновения с самой Венерой или с Землёй.

### Спутники и кольца планет
Эволюция лунных систем планет определяется приливными взаимодействиями между телами системы. Из-за разности силы гравитации, воздействующей на планету со стороны спутника, в разных её областях (более удалённые области притягиваются слабее, в то время как более близкие — сильнее), форма планеты изменяется — она как бы слегка вытягивается в направлении спутника. Если направление обращения спутника вокруг планеты совпадает с направлением вращения планеты, и при этом планета вращается быстрее чем спутник, то этот «приливный бугор» планеты будет постоянно «убегать» вперёд по отношению к спутнику. В этой ситуации угловой момент вращения планеты будет передаваться спутнику. Это приведёт к тому, что спутник будет получать энергию и постепенно удаляться от планеты, в то время как планета будет терять энергию и вращаться все медленнее и медленнее.
Земля и Луна являются примером такой конфигурации. Вращение Луны приливно-закреплено по отношению к Земле: период обращения Луны вокруг Земли (в настоящее время примерно 27 дней) совпадает с периодом вращения Луны вокруг своей оси, и поэтому Луна всегда повёрнута к Земле одной и той же стороной. Луна постепенно отдаляется от Земли, в то время как вращение Земли постепенно замедляется. Через 50 миллиардов лет, если они переживут расширение Солнца, Земля и Луна станут приливно-закреплены по отношению друг к другу. Они войдут в так называемый спин-орбитальный резонанс, при котором Луна будет обращаться вокруг Земли за 47 дней, период вращения обоих тел вокруг своей оси будет одинаков, и каждое из небесных тел будет всегда видимо только с одной стороны для своего партнёра.
Другими примерами такой конфигурации являются системы Галилеевых спутников Юпитера, а также большинство крупных спутников Сатурна.

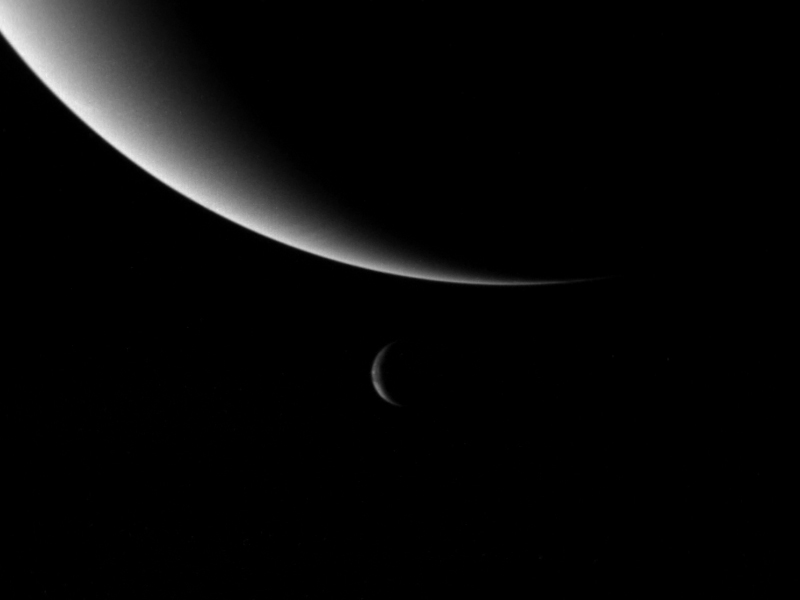
Нептун и его спутник Тритон, заснятый при пролёте миссии Вояджер-2. В будущем, вероятно, этот спутник будет разорван на части приливными силами, породив новое кольцо вокруг планеты.

Иной сценарий ожидает системы, в которых спутник движется вокруг планеты быстрее, чем она вращается вокруг себя, или в которых спутник движется в направлении противоположном направлению вращения планеты. В таких случаях приливная деформация планеты постоянно отстаёт от позиции спутника. Это меняет направление переноса углового момента между телами на противоположное, что в свою очередь приведёт к ускорению вращения планеты и сокращению орбиты спутника. С течением времени спутник будет приближаться по спирали к планете, пока в какой-то момент либо не упадёт на поверхность или в атмосферу планеты, либо не будет разорван приливными силами на части, породив таким образом планетарное кольцо. Такая судьба ожидает спутник Марса Фобос (через 30—50 миллионов лет), спутник Нептуна Тритон (через 3,6 миллиарда лет), Метиду и Адрастею Юпитера, и, как минимум, 16 мелких лун Урана и Нептуна. Спутник Урана Дездемона при этом может быть даже столкнётся с луной-соседкой.
Ну и, наконец, в третьем типе конфигурации планета и спутник приливно-закреплены по отношению друг к другу. В этом случае «приливный бугор» расположен всегда точно под спутником, передача углового момента отсутствует, и, как следствие, орбитальный период не меняется. Примером такой конфигурации является Плутон и Харон.
До экспедиции аппарата Кассини — Гюйгенс в 2004 году считалось, что кольца Сатурна намного моложе Солнечной системы, и что они просуществуют не более чем 300 миллионов лет. Предполагалось, что гравитационные взаимодействия с лунами Сатурна будут постепенно передвигать внешний край колец ближе к планете, в то время как гравитация Сатурна и бомбардирующие метеориты закончат начатое, полностью расчистив пространство вокруг Сатурна. Однако данные с миссии Кассини заставили учёных пересмотреть эту точку зрения. Наблюдения зарегистрировали ледяные глыбы материала до 10 км в диаметре, находящиеся в постоянном процессе дробления и переформирования, которые постоянно обновляют кольца. Эти кольца намного более массивные чем кольца других газовых гигантов. Считается, что именно эта большая масса сохранила кольца в течение 4,5 миллиардов лет, начиная с момента когда сформировался Сатурн, и, вероятно, сохранит их в течение последующих миллиардов лет.

### Солнце и планеты
В далёком будущем самые большие изменения в Солнечной системе будут связаны с изменением состояния Солнца вследствие его старения. По мере сжигания Солнцем запасов водородного топлива оно будет становиться всё горячее, и, как следствие, будет расходовать запасы водорода всё быстрее. В результате этого светимость Солнца возрастает на 10 % каждые 1,1 миллиардов лет. Спустя 1 миллиард лет из-за увеличения солнечного излучения околозвёздная обитаемая зона Солнечной системы будет смещена за пределы современной земной орбиты. Поверхность Земли постепенно разогреется так сильно, что на ней станет невозможным присутствие воды в жидком состоянии. Испарение океанов создаст парниковый эффект, который приведёт к ещё более интенсивному разогреву Земли. На этом этапе существования Земли существование жизни на земной поверхности станет невозможным. Однако представляется вероятным, что в этот период начнёт постепенно повышаться температура поверхности Марса. Вода и углекислый газ, замороженные в недрах планеты, начнут высвобождаться в атмосферу, и это приведёт к созданию парникового эффекта, ещё более увеличивающему скорость разогрева поверхности. В результате атмосфера Марса достигнет условий схожих с земными, и таким образом Марс вполне может стать потенциальным убежищем для жизни в будущем.
По прошествии примерно 3,5 миллиардов лет от настоящего времени условия на поверхности Земли будут похожи на современные условия планеты Венеры: океаны в значительной степени испарятся, вся жизнь постепенно вымрет.

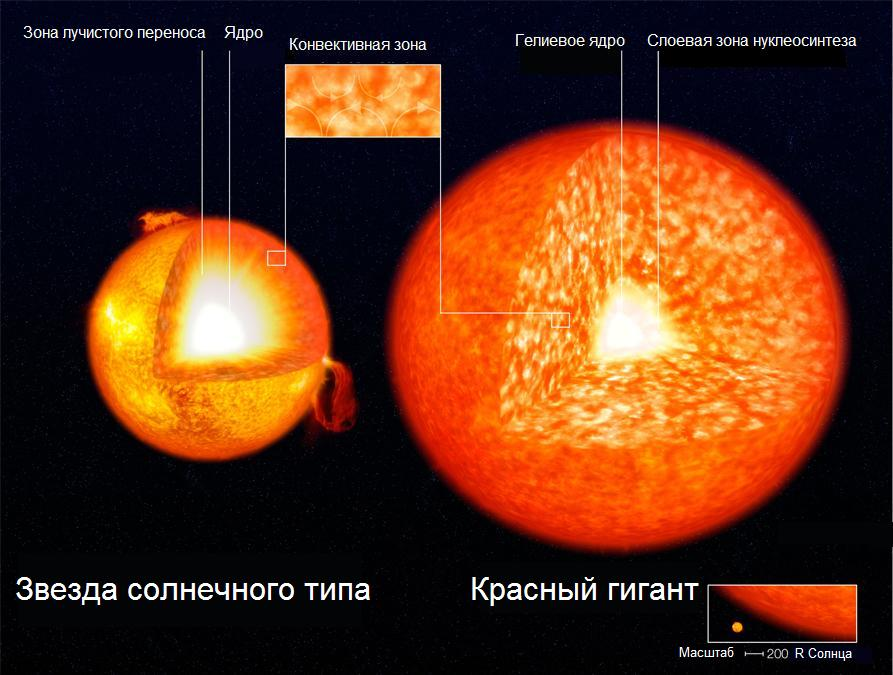
Структура звезды солнечного типа и красного гиганта

Приблизительно через 7,7 миллиардов лет от настоящего времени ядро Солнца станет настолько горячим, что запустит процесс горения водорода в окружающей его оболочке. Это повлечёт за собой сильное расширение внешних слоёв звезды, и таким образом Солнце войдёт в новую фазу своей эволюции, превратившись в красный гигант. В этой фазе радиус Солнца составит 1,2 а. е., что в 256 раз больше его современного радиуса. Многократное увеличение площади поверхности звезды приведёт к снижению температуры поверхности (около 2600 К) и к увеличению светимости (в 2700 раз больше современного значения). Поверхностные массы газов будут довольно быстро рассеиваться из-за влияния солнечного ветра, в результате чего будет унесено в окружающее пространство около 33 % его массы. Вполне вероятно, что в течение данного периода спутник Сатурна Титан достигнет условий, приемлемых для поддержания жизни.
По мере своего расширения Солнце полностью поглотит планеты Меркурий и, вероятно, Венеру. Судьба Земли в настоящее время недостаточно изучена. Несмотря на то, что радиус Солнца будет включать современную земную орбиту, потеря звездой массы и, как следствие, уменьшение силы притяжения приведут к перемещению планетных орбит на более дальние расстояния. Возможно, что это позволит Земле и Венере перейти на более высокую орбиту, избежав поглощения материнской звездой, однако исследования 2008 года показывают, что Земля скорее всего всё-таки будет поглощена Солнцем вследствие приливных взаимодействий с его внешней оболочкой.

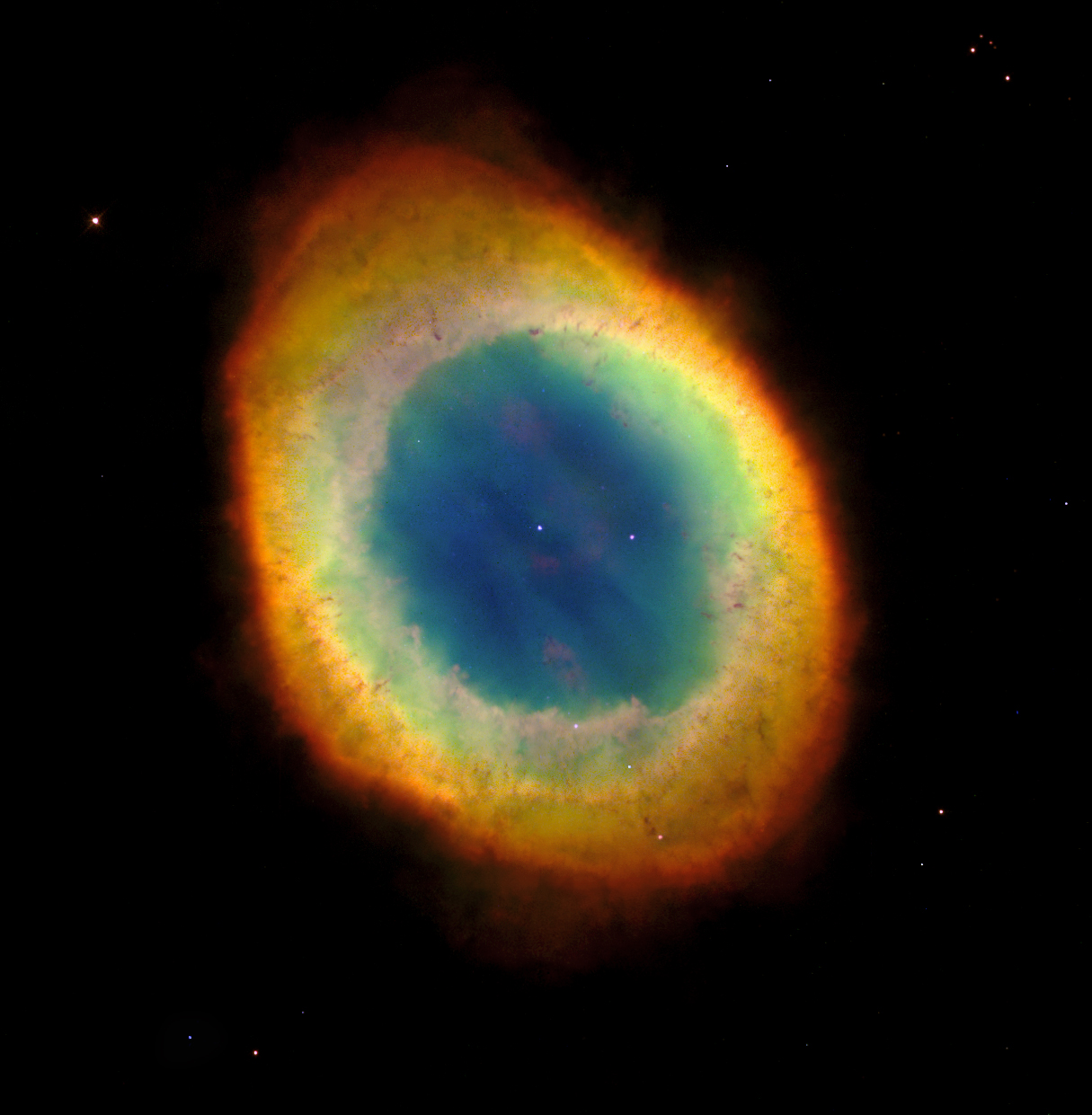
Туманность Кольцо — планетарная туманность, похожая на ту, которую однажды в будущем породит Солнце

Постепенное сгорание водорода в областях вокруг солнечного ядра будет приводить к увеличению его массы до тех пор пока не достигнет значения 45 % от массы звезды. В этот момент его плотность и температура станут такими высокими, что произойдёт гелиевая вспышка и начнётся процесс термоядерного синтеза гелия в углерод. Во время этой фазы Солнце уменьшится в размере от предыдущих 250 до 11 радиусов. Его светимость упадёт с 3000- до 54-кратного уровня современного Солнца, а температура поверхности увеличится до 4770 К. Фаза синтеза гелия в углерод будет иметь стабильный характер, но продлится всего около 100 миллионов лет. Постепенно, как и в фазе горения водорода, в реакцию будут захватываться запасы гелия из областей, окружающих ядро, что приведёт к повторному расширению звезды, и она снова станет красным гигантом. Данная фаза переведёт Солнце в асимптотическую ветвь гигантов диаграммы Герцшпрунга-Рассела. В этой стадии светимость Солнца увеличится в 2090 раз по сравнению с современной, а температура поверхности упадёт до 3500 К. Эта фаза существования Солнца продлится около 30 миллионов лет. В дальнейшем начнёт усиливаться солнечный ветер (рассеяние частиц звёздной оболочки) и оставшиеся внешние слои Солнца будут сброшены в открытый космос в виде мощных струй звёздного вещества. Отбрасываемая материя образует гало, именуемое планетарной туманностью, которое будет состоять из продуктов горения последних фаз — гелия и углерода. Эта материя будет участвовать в обогащении межзвёздного пространства тяжёлыми элементами, необходимыми для образования космических тел следующих поколений.
Процесс сброса Солнцем внешних слоев является относительно спокойным явлением по сравнению, например, со взрывом сверхновой. Он представляет собой значительное увеличение силы солнечного ветра, недостаточное для разрушения им близлежащих планет. Однако значительная потеря звездой своей массы заставит планеты сместиться со своих орбит, повергнув Солнечную систему в хаос. Некоторые из планет могут столкнуться между собой, некоторые могут покинуть Солнечную систему, некоторые — остаться на отдалённом расстоянии. Примерно через 75 000 лет от красного гиганта останется лишь его маленькое центральное ядро — белый карлик, небольшой, но очень плотный космический объект. Остаток массы составит примерно 50 % от той, что Солнце имеет сегодня, а его плотность достигнет двух миллионов тонн на каждый кубический сантиметр. Размеры этой звезды будут сравнимы с размерами Земли. Изначально этот белый карлик может иметь светимость в 100 раз превышающую современную светимость Солнца. Он будет полностью состоять из вырожденного углерода и кислорода, но никогда не сможет достичь температур, достаточных для начала синтеза этих элементов. Таким образом, белый карлик Солнце будет постепенно остывать, становясь всё тусклее и холоднее.
По мере умирания Солнца его гравитационное влияние на обращающиеся вокруг тела (планеты, кометы, астероиды) будет ослабевать из-за потери звездой массы. В этот период будет достигнута заключительная конфигурация объектов Солнечной системы. Орбиты всех сохранившихся планет переместятся на более дальние расстояния: Меркурий прекратит своё существование, если Венера, Земля и Марс будут всё ещё существовать, их орбиты будут лежать приблизительно в 1,4 а. е. (210 000 000 км), 1,9 а. е. (280 000 000 км), и 2,8 а. е. (420 000 000 км). Эти и все оставшиеся планеты будут представлять собой холодные, тёмные миры, лишённые каких-либо форм жизни. Они продолжат обращаться по орбитам вокруг их мёртвой звезды, а их скорость значительно ослабеет по причине увеличения расстояния от Солнца и уменьшения гравитационного притяжения. 2 миллиарда лет спустя, когда Солнце охладится до 6000-8000 К, углерод и кислород в ядре Солнца затвердеют, 90 % массы ядра примет кристаллическую структуру. В конечном итоге, после ещё многих миллиардов лет как белый карлик, Солнце полностью прекратит излучать в окружающее пространство видимый свет, радиоволны и инфракрасное излучение, превратившись в чёрный карлик. Вся история Солнца от его рождения до смерти займёт примерно 12,4 млрд лет.

## Галактическое взаимодействие

Расположение Солнечной системы в галактике Млечный Путь

Солнечная Система движется сквозь галактику Млечный Путь по круговой орбите на расстоянии примерно 30 000 световых лет от галактического центра со скоростью 220 км/с. Период обращения вокруг центра галактики, так называемый галактический год, составляет для Солнечной Системы примерно 220—250 миллионов лет. С начала своего формирования Солнечная система совершила как минимум 20 оборотов вокруг центра галактики.
Многие учёные считают, что прохождение Солнечной системы сквозь галактику влияет на периодичность массовых вымираний животного мира в прошлом. Согласно одной из гипотез, вертикальные осцилляции Солнца на его орбите вокруг галактического центра, приводящие к регулярному пересечению Солнцем галактической плоскости, изменяют мощность воздействия приливных сил галактики на Солнечную систему. Когда Солнце находится вне галактического диска, влияние галактических приливных сил меньше; когда оно возвращается в галактический диск — а это происходит каждые 20–25 миллионов лет — то попадает под влияние гораздо более мощных приливных сил. Это, согласно математическим моделям, увеличивает на 4 порядка частоту комет, прибывающих из Облака Оорта в Солнечную систему, а значит, сильно увеличивает и вероятность глобальных катастроф в результате падения комет на Землю.
Однако многие оспаривают эту гипотезу, приводя аргумент, что Солнце уже находится вблизи галактической плоскости, однако последнее массовое вымирание было 15 миллионов лет назад. Следовательно, вертикальное расположение Солнечной системы относительно галактической плоскости само по себе не может объяснить периодичность массовых вымираний на Земле, однако выдвигается предположение, что эти вымирания могут быть связаны с прохождением Солнца сквозь спиральные рукава галактики. Спиральные рукава содержат не только большие скопления молекулярных облаков, гравитация которых может деформировать облако Оорта, но и большое количество ярких голубых гигантов, которые живут относительно недолгое время, и умирают, взрываясь сверхновыми, опасными для всего живого поблизости.

### Столкновение галактик

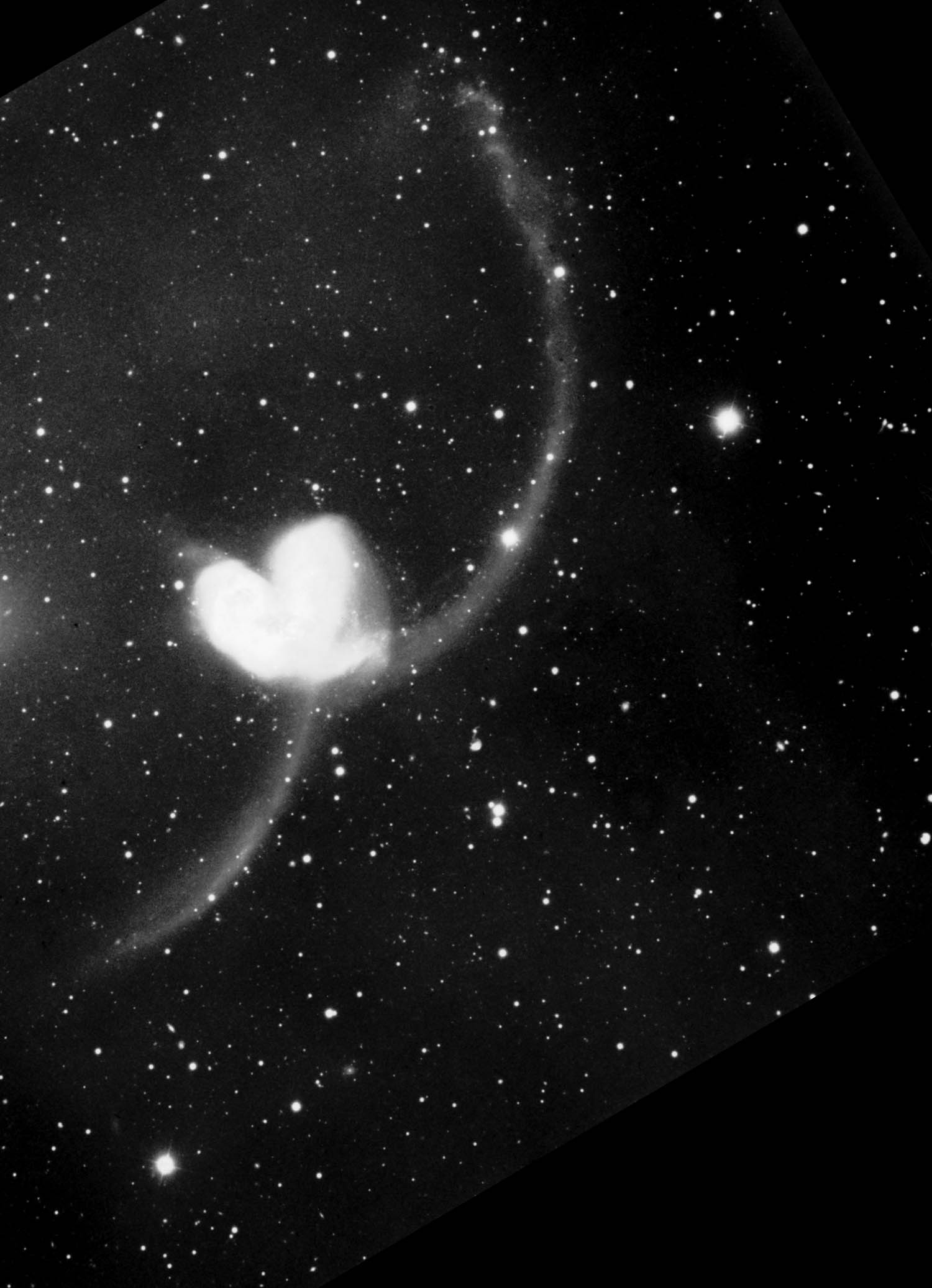
Галактики «Антенны» — пример сталкивающихся галактик

Несмотря на то, что подавляющее большинство галактик во Вселенной удаляется от Млечного пути, Галактика Андромеды, являющаяся самой крупной галактикой местной группы, напротив, приближается к нему со скоростью 120 км/с. Через 2 миллиарда лет Млечный путь и Андромеда столкнутся, и в результате этого столкновения обе галактики деформируются. Внешние спиральные рукава разрушатся, но зато образуются «приливные хвосты», вызванные приливным взаимодействием между галактиками. Вероятность того, что в результате этого события Солнечная система будет выброшена из Млечного пути в хвост, составляет 12 %, а вероятность захвата Солнечной системы Андромедой составляет 3 %. После серии касательных столкновений, повышающих вероятность выброса Солнечной Системы из Млечного пути до 30 %, их центральные чёрные дыры сольются в одну. По прошествии 7 миллиардов лет Млечный Путь и Андромеда закончат своё слияние и превратятся в одну гигантскую эллиптическую галактику. Во время слияния галактик из-за увеличившейся силы гравитации межзвёздный газ будет интенсивно притягиваться к центру галактики. Если этого газа будет достаточно много, это может привести к так называемой вспышке звездообразования в новой галактике. Падающий в центр галактики газ будет активно подпитывать новообразованную чёрную дыру, превращая её в активное галактическое ядро. В эту эпоху, вероятно, Солнечная система будет вытолкнута во внешнее гало новой галактики, что позволит ей остаться на безопасном расстоянии от радиации этих грандиозных коллизий.
Достаточно распространено ошибочное предположение, что столкновение галактик почти наверняка разрушит Солнечную систему, однако это не совсем так. Несмотря на то, что гравитация пролетающих мимо звёзд вполне в состоянии это сделать, расстояние между отдельными звёздами настолько велико, что вероятность разрушительного влияния какой-нибудь звезды на целостность Солнечной системы во время галактического столкновения весьма незначительна. Скорее всего Солнечная система испытает на себе влияние столкновения галактик как целое, но расположение планет и Солнца между собой останется непотревоженным.
Однако с течением времени суммарная вероятность для Солнечной системы быть разрушенной гравитацией пролетающих мимо звёзд постепенно возрастает. Предполагая, что Вселенная не закончит своё существование в виде большого сжатия или большого разрыва, расчёты предсказывают, что Солнечная система будет полностью разрушена пролетающими звёздами за 1 квадриллион (1015) лет. В том отдалённом будущем Солнце и планеты продолжат своё путешествие по галактике, однако Солнечная система как единое целое прекратит своё существование.

### Комментарии
1. ↑  Причина, по которой Сатурн, Уран и Нептун двигались вовне, в то время как Юпитер двигался вовнутрь, состоит в том, что Юпитер достаточно массивен, чтобы выбрасывать планетозимали за пределы Солнечной системы, а эти три планеты — нет. Для того, чтобы выбросить планету за пределы системы, Юпитер передаёт ей часть своей орбитальной энергии, и следовательно, приближается к Солнцу. Когда Сатурн, Уран и Нептун выбрасывают планетозимали вовне, эти объекты выходят хоть и на высокоэллиптические, но всё же замкнутые орбиты, и таким образом, могут вернуться к возмущающим планетам и возместить им их потерянную энергию. Если же эти планеты выбрасывают планетозимали вовнутрь системы, то это увеличивает их энергию и заставляет их отдаляться от Солнца. И что ещё более важно, объект, выброшенный этими планетами вовнутрь, имеет больше шансов быть захваченным Юпитером и потом быть выброшенным за пределы системы, что навсегда закрепляет лишнюю энергию, полученную внешними планетами при «катапультировании» этого объекта.